# دودران (نمین)
دودران روستایی در شهرستان نمین در استان اردبیل ایران است. مردم روستای دودران به زبان تالشی تکلم میکنند.  دودران تقریباً روستایی مرزی محسوب می‌شود و فاصله کوتاهی تا گردنه بسیار زیبای حیران دارد و به همین دلیل رطوبت حاصل از دریای کاسپین در روستا کاملاً احساس می‌شود و اغلب به‌صورت مه در غروب نمایان می‌گردد.  این روستا هوایی سرد و کوهپایه ای در زمستان و خنک در تابستان دارد. باغ‌های سیب، گلابی، آلو و … در ضلع شرقی روستا قرار دارند. دو چشمه در روستا از قدیم وجود دارد که بالاجا بولاخ (چشمه کوچک) و بوویگ بولاخ (چشمه بزرگ) نامیده می‌شوند. شغل اهالی روستا دامداری و کشاورزی می‌باشد و باغداری برای مصارف شخصی انجام می‌شود. دودران در فاصله کمتر از ۲ کیلومتری شهرستان نمین و ۲۵ کیلومتری شهر اردبیل قرار دارد.

## جمعیت
این روستا که در بخش مرکزی شهرستان نمین و در دهستان ویلکیج شمالی قرار دارد در سال ۱۳۹۰ دارای ۱۵۷ نفر جمعیت که شامل ۴۶ خانوار، ۷۵ مرد و ۷۷ زن می‌باشد بوده‌است.